# Prairie du Chien
Prairie du Chien is een plaats (city) in de Amerikaanse staat Wisconsin, en valt bestuurlijk gezien onder Crawford County. De plaats is bekend van de Verdragen van Prairie du Chien. Onder druk van de federale overheid sloten de Sioux en Ojibweg in de jaren 1825-30 vier vredesverdragen in 
Prairie du Chien. Daarin stonden de inheemse volken de meeste gebieden in Minnesota, Iowa en Missouri af aan de Europese kolonisten.

## Demografie
Bij de volkstelling in 2000 werd het aantal inwoners vastgesteld op 6018. In 2006 is het aantal inwoners door het United States Census Bureau geschat op 5745, een daling van 273 (-4,5%).

## Geografie
Volgens het United States Census Bureau beslaat de plaats een oppervlakte van 16,4 km², waarvan 14,5 km² land en 1,9 km² water. Prairie du Chien ligt op ongeveer 196 m boven zeeniveau.

## Plaatsen in de nabije omgeving
De onderstaande figuur toont nabijgelegen plaatsen in een straal van 20 km rond Prairie du Chien.